# Château de Caerlaverock
Le château de Caerlaverock est un château du XIIIe siècle de plan triangulaire et entouré de douves. Il se situe dans la réserve naturelle nationale du même nom, au sud de la ville de Dumfries, dans la région de Dumfries and Galloway dans le Sud-Ouest de l'Écosse.
Propriété du clan Maxwell durant le Moyen Âge, période durant laquelle il subit deux sièges, le château appartient désormais à Historic Scotland et constitue une attraction touristique.

## Historique

### Origines

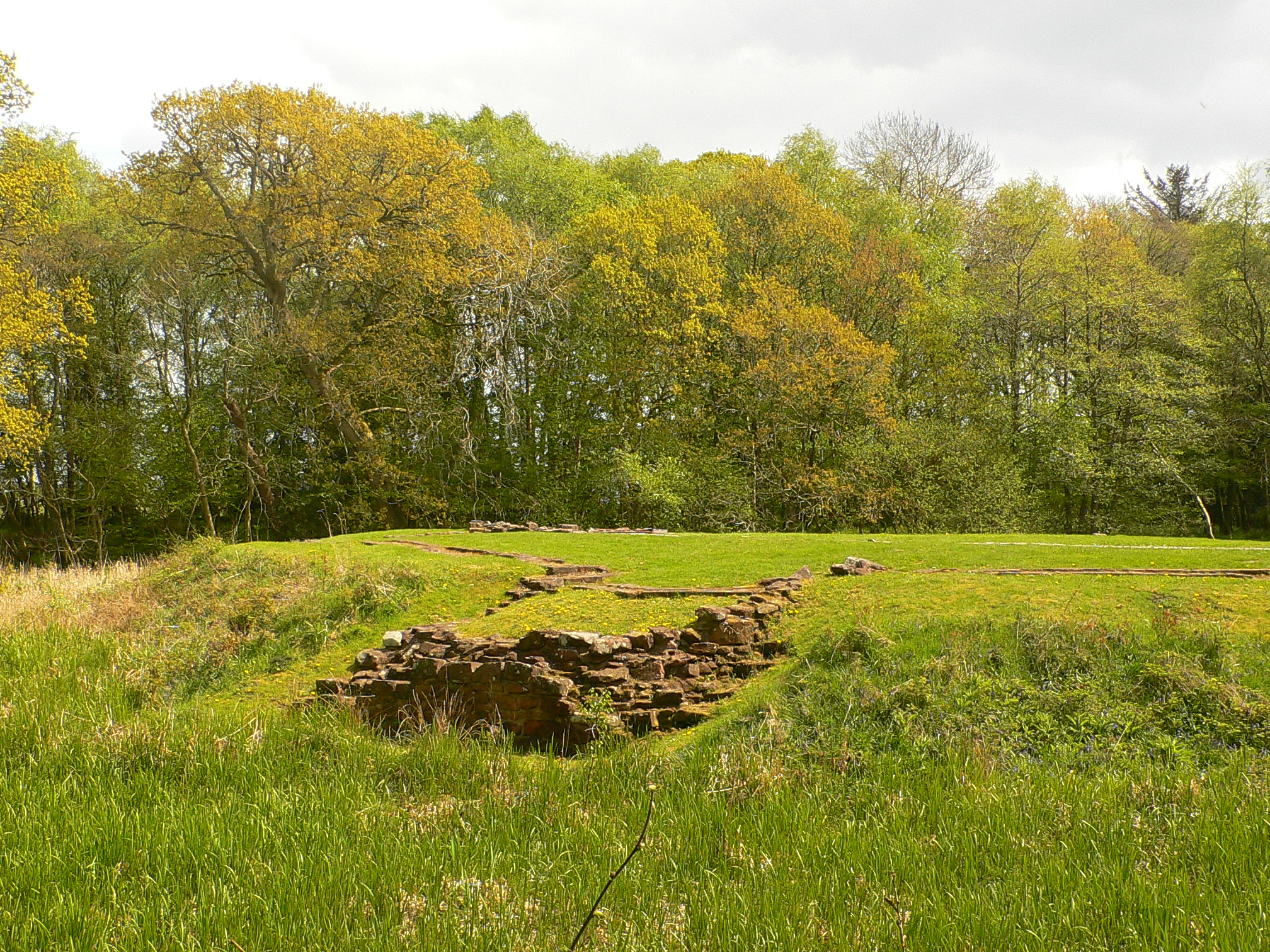
Ruines d'une des tours nord de l'ancien château du XIIIe siècle.

Avant le château actuel, plusieurs fortifications avaient déjà été construites dans la région dont un camp romain sur la colline de Ward Law au nord et un fort sur le lieu même, édifié par les seigneurs britanniques de Karlauerock vers 950.
Vers 1220, le roi Alexandre II d'Écosse concède la terre à son chambellan John De Maccuswell, faisant de lui le « Gardien de la Marche de l'ouest » (Warden of the West March). Celui-ci construit alors un premier château à 200 m au sud de l'actuel. Entouré de douves et de forme carrée, il est un des premiers à être construit en pierre en Écosse. Mais, cinquante ans plus tard et vraisemblablement en raison d'une humidité trop importante, son neveu, Herbert Maxwell, décide d'en construire un nouveau qui est achevé vers 1290.

### Premier siège (1300)

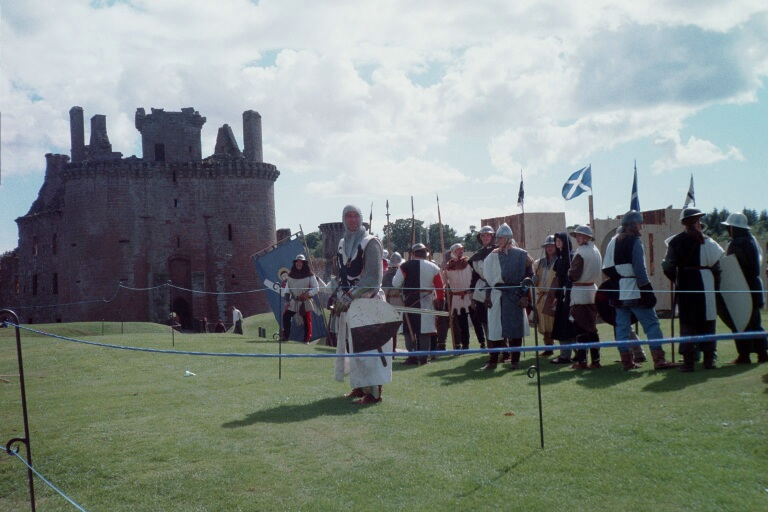
Reconstitution du siège de 1300.

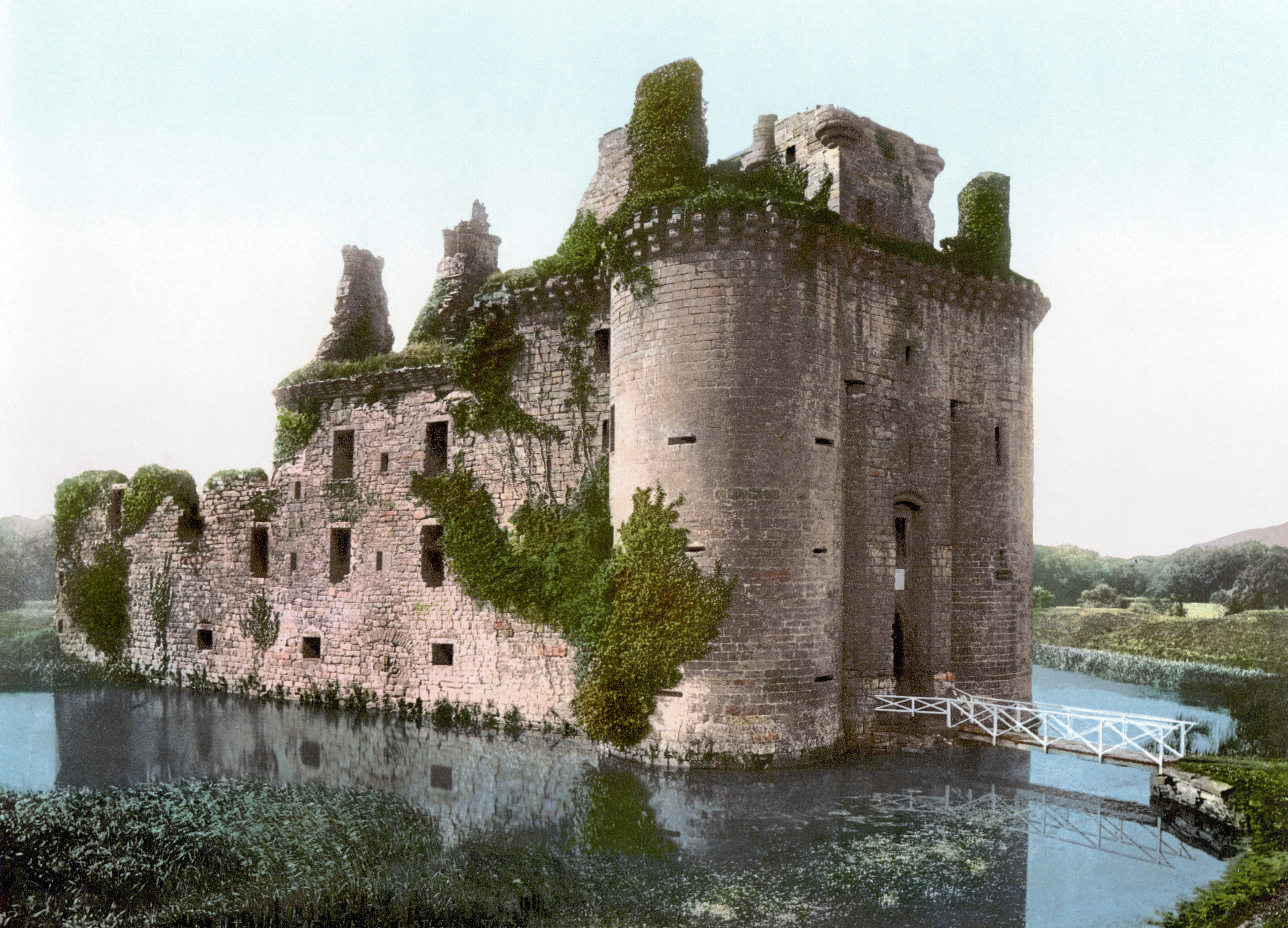
Le château de Caerlaverock en 1900.

Proche de la frontière avec l'Angleterre, le château de Caerlaverock est plusieurs fois assiégé par les troupes anglaises. En 1300, le roi Édouard Ier envahit le Galloway et attaque le château avec quatre-vingt-sept de ses meilleurs chevaliers — dont certains barons bretons et lorrains, trois mille hommes ainsi que des engins de siège. La garnison se défend vigoureusement, mais finit par se rendre au bout de deux jours, accablée sous les coups des trébuchets. Les assaillants constatent alors « avec stupeur » que seuls soixante hommes tenaient en échec toute l'armée anglaise : 

« E qant virent ke plus durer

Ne porent, ne plus endurer

Pes requiterent li compaignon

Et bouteront hors une penon

Mes celui qui hors le bouta,

Ne scai quels sergans sagitta

Parmi la mien iuq en la face

Lors requist qe plus ne li face

Car le chastel au Roi rendront

Et en sa grace hors viendront

E Marechaus et Conestables

Ke a des iluec furent estables

A cel mot le assault deffendirent

Et cil le chastel lour rendirent

Lors sen issirent ce est le some

Ke de un ke de autres seissante home

A grant merveille resguarde

Mes tenu furent e guarde »

— Walter d'Exeter, Rôle d'armes de Caerlaverock.
Le château est ensuite occupé pendant quelques années par les Anglais avant d'être restitué à Eustace Maxwell, fils d'Herbert. Celui-ci prenant le parti de Robert Ier d'Écosse tout juste sacré roi, le détruit en 1312 pour éviter qu'il ne retombe entre les mains des Anglais. En 1347, à la suite de la défaite de Neville's Cross et l'emprisonnement du roi David II, il rejoint le camp anglais et fortifie alors le château. Mais quelques années plus tard, vers 1356, des troupes écossaises menées par Roger Kirkpatrick l'attaquent et le détruisent presque entièrement.
Le château est ensuite reconstruit, vraisemblablement vers la fin du XIVe siècle. Le corps de garde ainsi que les ruines actuelles des parties ouest et sud datent de cette époque. Durant le XVe siècle, le château subit à nouveau deux attaques anglaises, vers 1544 et 1570, nécessitant à chaque fois des réparations qui ne modifient toutefois pas sa structure générale.

### Second siège (1640)

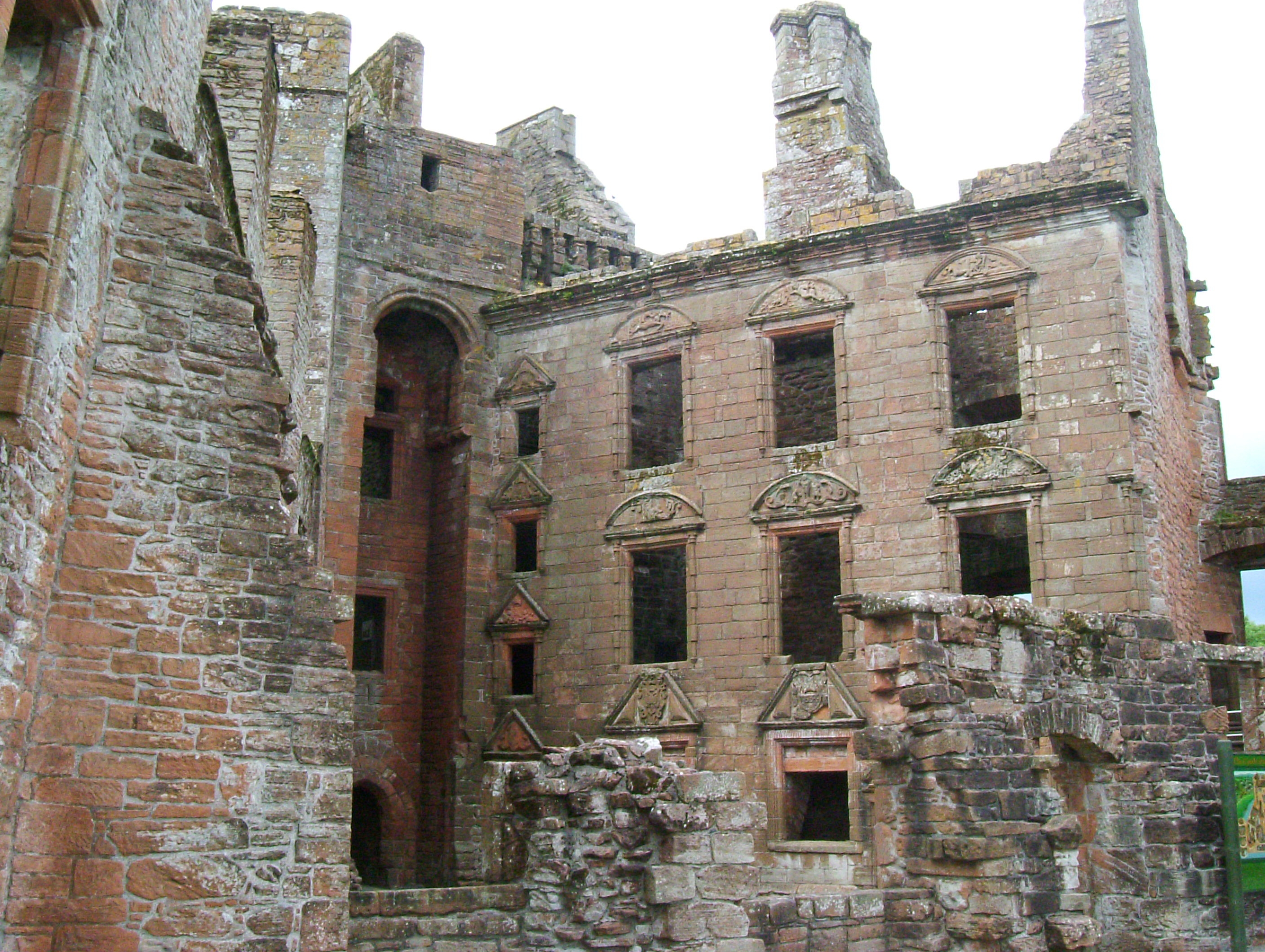
Vue depuis la cour des appartements de Nithsdale.

En 1603, Jacques VI d'Écosse est couronné roi d'Angleterre, scellant ainsi la paix entre les deux nations. Le château est alors transformé par Robert Maxwell, premier comte de Nithsdale, en une demeure plus confortable. Il fait notamment construire en 1634 des appartements somptueusement décorés de style Renaissance dans l'aile est. Mais la paix est de courte durée puisqu'en août 1640 la seconde guerre des évêques éclate. Le comte de Nithsdale fait alors venir de nombreux renforts, la garnison du château atteignant un total de deux cents soldats. Ils sont rapidement assiégés par l'armée des Covenantaires, et finissent par se rendre le 29 septembre 1640, après treize semaines de bombardements intensifs. Déjà fortement endommagés par les combats, la tour ainsi que le mur sud sont alors démolis par les assaillants afin de rendre le château inutile. Il ne fut jamais reconstruit par la suite, conservant l'état dans lequel il fut laissé en 1640.

### Histoire moderne
À la fin du XVIIIe siècle, les ruines du château deviennent un lieu populaire de visite. En 1946, le 16e duc de Norfolk, dont la famille avait reçu le château en héritage, le cède à l'État qui en confie la gestion à Historic Scotland. Il est désormais ouvert au public toute l'année et accueille durant l'été des reconstitutions du siège  de 1300. Un sentier de découverte emmène les visiteurs jusqu'à l'emplacement du premier château et leur présente divers engins de siège dont une copie du fameux Warwolf utilisé lors du premier siège du château.
En 1970, une réserve naturelle du Wildfowl and Wetlands Trust, la WWT Caerlaverock, a été créée à trois kilomètres à l'est. Avec le château, ils appartiennent au Caerlaverock NNR, une National Nature Reserve de Scottish Natural Heritage.

## Architecture
Le château de Caerlaverock présente la particularité d'être le seul château de plan triangulaire qui ait été construit en Écosse. Il mesure environ 52 m sur son côté sud, qui constitue la base du triangle, et 46 m pour ses flancs est et ouest. De profondes douves remplies d'eau et d'une vingtaine de mètres de large l'entourent entièrement. La terre extraite lors du creusement des douves forme un remblai d'une largeur similaire qui isole le château du marais environnant de tous les côtés sauf au nord, où une cour avait été aménagée. 

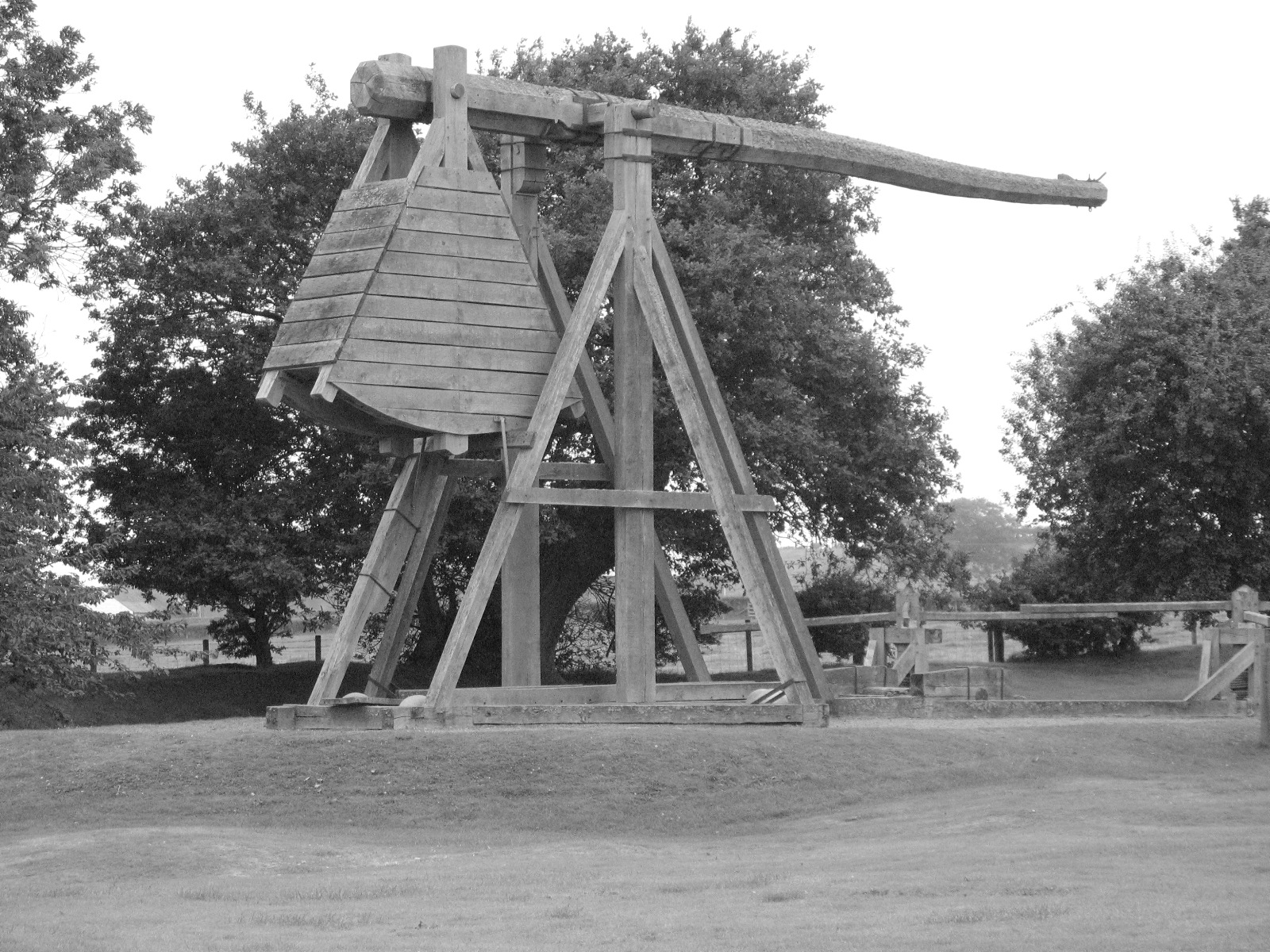
Reproduction du trébuchet Warwolf exposée devant le château
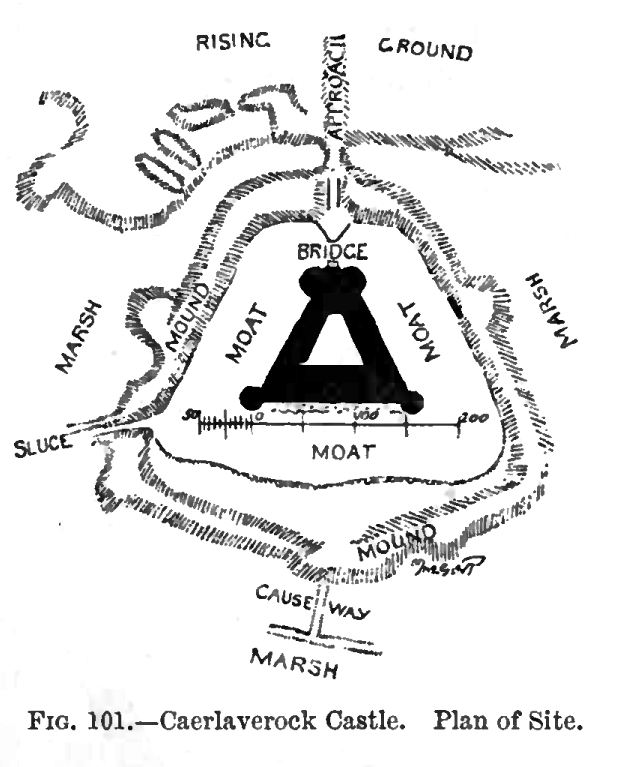
Plan de situation du château en 1887
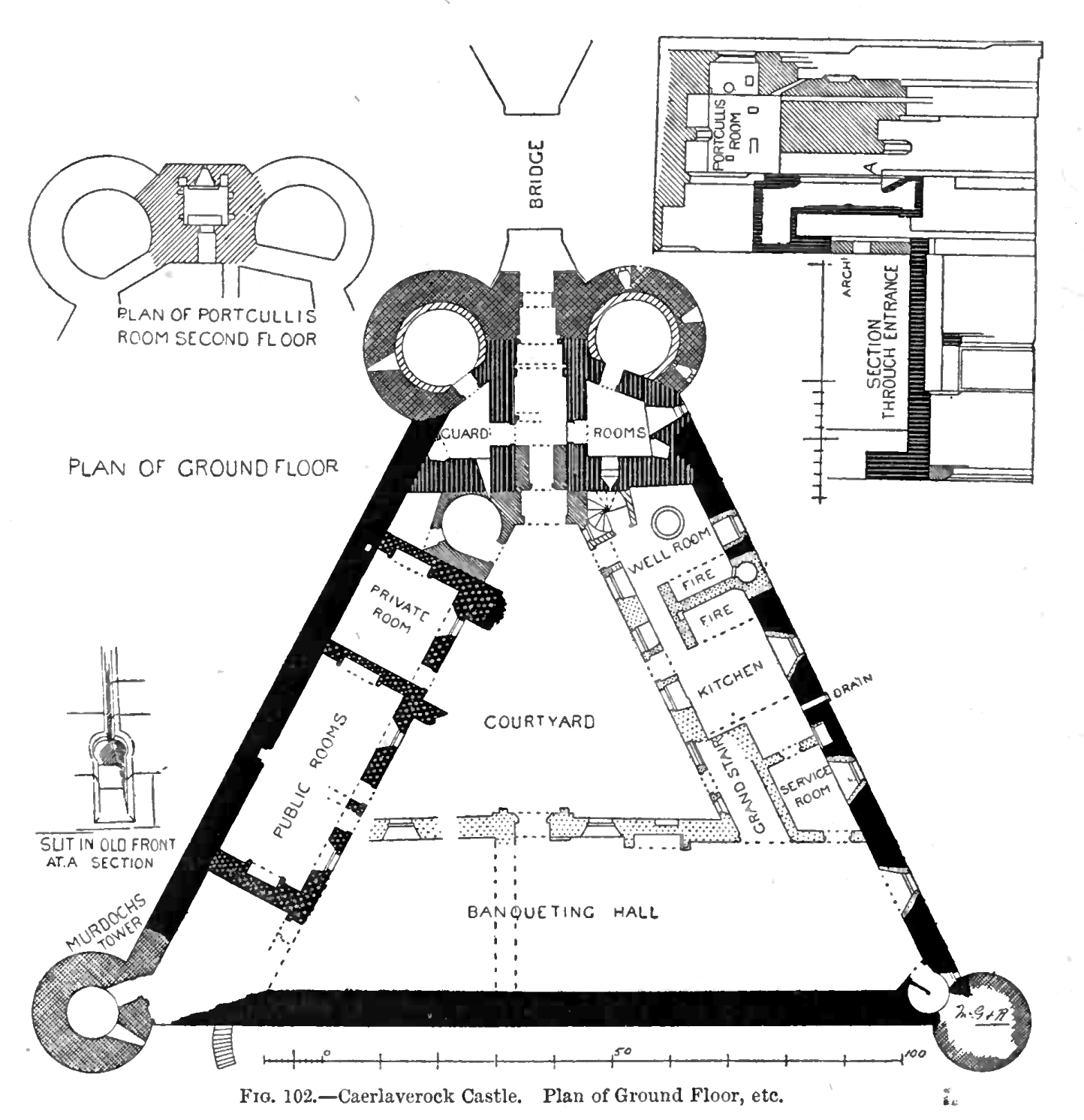
Plan du rez-de-chaussée du château établi vers 1887

## Rôle d'armes de Caerlaverock
Le rôle d'armes de Caerlaverock est un armorial manuscrit rédigé en anglo-normand par un moine de l'ordre de Cluny, Walter d'Exeter, à l'occasion du siège du château en 1300. Actuellement conservé au British Museum, il raconte la bataille en 956 vers et décrit notamment les blasons des cent quatre chevaliers anglais, mais également français, présents. 

## Liens
- Liste des châteaux écossais